# Lafresguimont-Saint-Martin
Lafresguimont-Saint-Martin település Franciaországban, Somme megyében. Lakosainak száma 556 fő (2022. január 1.). Lafresguimont-Saint-Martin Aumale, Ellecourt, Beaucamps-le-Jeune, Beaucamps-le-Vieux, Brocourt, Dromesnil, Gauville, Hornoy-le-Bourg, Morvillers-Saint-Saturnin, Saint-Germain-sur-Bresle és Villers-Campsart községekkel határos.

## Népesség
A település népességének változása:
| Lakosok száma | 508  | 533  | 551  | 550  | 549  | 554  | 555  | 555  | 556  |
|               | 2013 | 2015 | 2016 | 2017 | 2018 | 2019 | 2020 | 2021 | 2022 |